# NUHO
NUHO is een verouderde Vlaamse onderwijsterm voor het Niet-Universitair Hoger Onderwijs. Later werd de term vervangen door HOBU, het Hoger Onderwijs Buiten de Universiteit. Het HOBU-decreet is een decreet van 13 juli 1994 betreffende de hogescholen in de Vlaamse Gemeenschap. Dit decreet beoogt het hogeschoolonderwijs uit de sfeer te halen van de secundaire school en het beter te doen aansluiten bij het academisch onderwijs. 
In Vlaanderen is een hogeschool niet het equivalent van een universiteit. Sommige Vlaamse hogescholen zoals industriële hogescholen en EHSAL boden echter opleidingen aan die van het masterniveau zijn, equivalent aan de universitaire masters. Maar over het algemeen biedt een hogeschool onderwijs van het (professionele) bachelor-niveau. De oude onderwijsbenamingen hoger onderwijs van het lange type en hoger onderwijs van het korte type worden dus vervangen door master- en bachelorniveau aan een hogeschool.